# Cervelatkorv

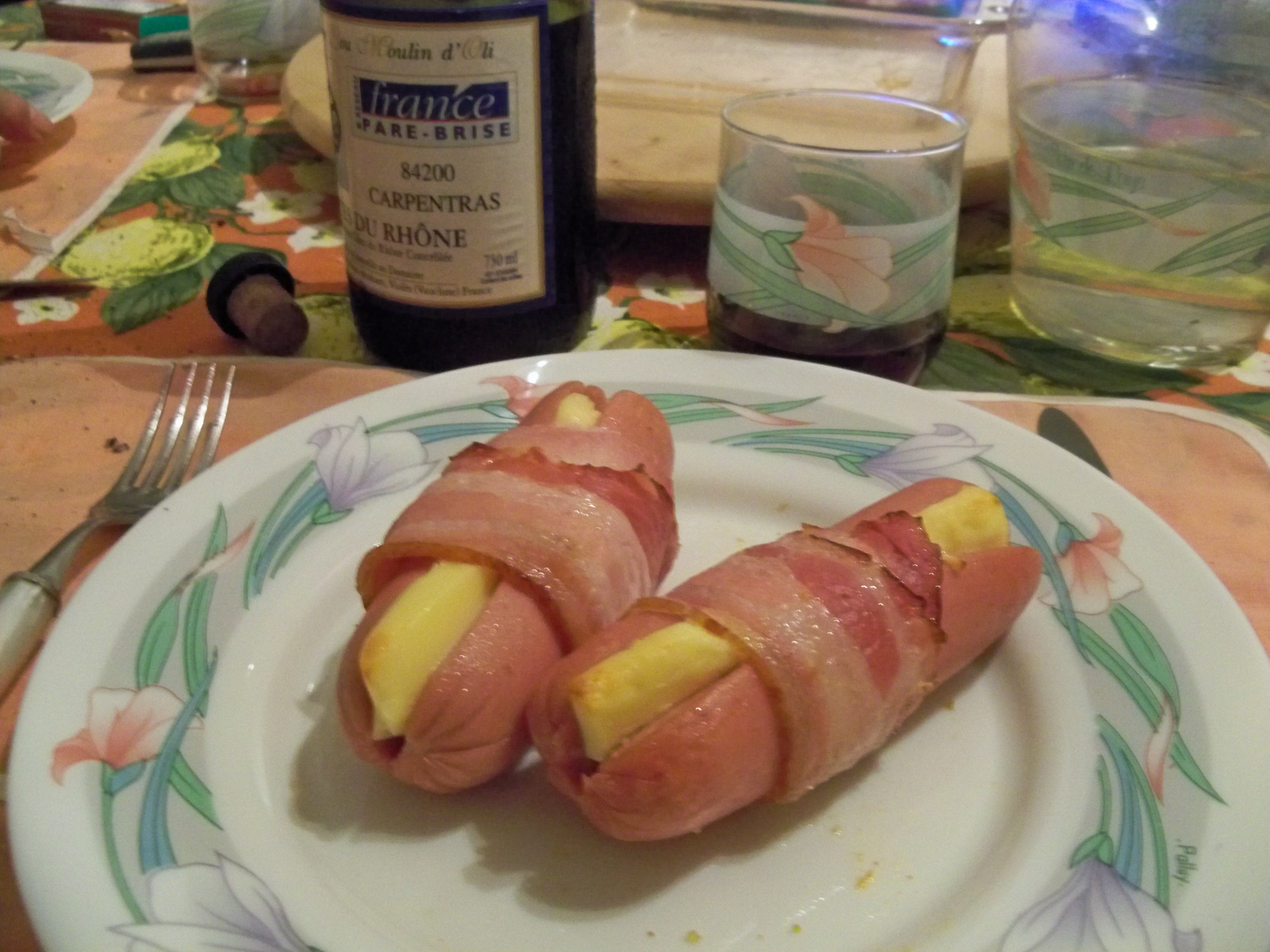
Fransk cervelatkorv med ost och bacon.

Cervelatkorv (ytterst från italienskans cervello, hjärna, som tidigare var en ingrediens i korven) är en rökt och starkt kryddad korv med lång hållbarhetstid. Cervelatkorv innehåller fläsk- och nötkött samt späck.